# Kiersey Clemons
Kiersey Nicole Clemons (Pensacola (Florida), 17 december 1993) is een Amerikaanse actrice en zangeres.
Clemons begon haar carrière in 2010 in twee afleveringen van de Disney Channel sitcom Shake It Up als Danielle. Dit werd in 2011 gevolgd door een gastoptreden in Good Luck Charlie en Bucket & Skinner's Epic Adventures. Clemons werd bekend door de rol van Kira Starr in de televisieserie Austin & Ally, ook geproduceerd door Disney Channel. Ze is sinds 2013 te zien in de sitcom. Tegelijkertijd kreeg ze haar eerste hoofdrol. In de Disney Channel Original Movie Cloud 9 (De Ultieme Sprong) speelde Clemons de rol van Skye Sailor.
In mei 2014 speelde ze in de videoclip "Smart Phones" van Trey Songz. In 2015 speelde ze in de videoclip "Til It Happens to You" van Lady Gaga en in 2016 in "Middle" van DJ Snake featuring Bipolar Sunshine. Ze is te zien in een bijrol in de Amazon-serie Transparent. In september 2014 kreeg ze een hoofdrol naast Victoria Justice in de MTV-thrillerserie Eye Candy, waarin ze van januari tot maart 2015 de rol van Sophia speelde.

## Filmografie

### Films
Uitgezonderd korte films.
- Cloud 9 als Skye Sailor (2014)
- Dope als Diggy (2015)
- Bad Neighbours 2: Sorority Rising als Beth (2016)
- The Only Living Boy in New York als Mimi Pastori (2017)
- Flatliners als Sophia (2017)
- Little Bitches als Marisa (2018)
- Hearts Beat Loud als Sam Fisher (2018)
- An L.A. Minute als Velocity (2018)
- Rent: Live als Joanne Jefferson (2019)
- Sweetheart als Jenn (2019)
- Lady and the Tramp als Darling (2019)
- Scoob! als Dee Dee Skyes (2020)
- Antebellum als Julia (2020)
- Zack Snyder's Justice League als Iris West (2021)
- The Flash als Iris West (2023)

### Televisieseries
Uitgezonderd eenmalige gastrollen.
- Shake It Up als Danielle (2010, 2 afl.)
- Austin & Ally als Kira Starr (2013, 8 afl.)
- What's Next for Sarah? als Oli (2014, 2 afl.)
- Transparent als Bianca (2014-2015, 9 afl.)
- Eye Candy als Sophia (2015, 8 afl.)
- Extant als Lucy (2015, 11 afl.)
- New Girl als KC (2015-2016, 2 afl.)
- Easy als Chase (2016-2019, 4 afl.)
- Angie Tribeca als Maria Charo (2018, 10 afl.)
- Ghost Tape als Tessa (2020, 8 afl.)
- Monarch: Legacy of Monsters als May (2023-2024, 10 afl.)